# Parapercis randalli
Parapercis randalli és una espècie de peix de la família dels pingüipèdids i de l'ordre dels perciformes.

## Etimologia
El seu nom específic honora la figura del Dr. John E. Randall per les seues contribucions en l'estudi de la taxonomia dels pingüipèdids.

## Descripció
- La femella fa 10,7 cm de llargària màxima i el mascle 10,1. Presenta 5 taques amples de color marró vermellós al dors, una franja groga amb la vora vermella a les galtes, una sèrie de 8 bandes vermelles sota l'eix del cos i punts al cap i les aletes dorsal i caudal. 5 espines i 21 radis tous a l'aleta dorsal i 1 espina i 17 radis tous a l'anal. 30 vèrtebres. 53 escates a la línia lateral. Preopercle amb el marge llis. Mandíbules i part anterior del musell de color taronja vermellós. 3 parells de dents canines a la mandíbula inferior. Absència de dents palatines. Dents vomerianes fortes i disposades en una única filera corbada. Aleta caudal lleugerament arrodonida en la seua meitat ventral i truncada en la dorsal. Aletes pelvianes esteses més enllà de l'anus. La quarta espina de l'aleta dorsal és la més allargada del conjunt. És molt semblant a Parapercis rubromaculata (amb el qual comparteix el seu hàbitat), però se'n diferencia en el fet que aquesta altra espècie té molts punts vermells a l'aleta caudal (vs. dues fileres verticals de punts negres), una zona vermella al cantó dorsoposterior dels ulls (vs. absència), absència de punts negres als ulls, per sobre de l'opercle i a l'àrea entre la part espinosa de l'aleta dorsal i les aletes pectorals (vs. presència) i unes aletes pelvianes relativament allargades i que s'estenen molt més enllà de l'origen de l'aleta anal (vs. tot just hi arriben).[3][5]

## Hàbitat i distribució geogràfica
És un peix marí, bentopelàgic (entre 5 i 70 m de fondària) i de clima subtropical, el qual viu al Pacífic nord-occidental: el sud de Taiwan.

## Observacions
És inofensiu per als humans.